# 新任女教師
『新任女教師』（しんにんおんなきょうし）は、日本のオリジナルビデオのシリーズ作品。TMCより20作品が発表され、うち2本は劇場公開された。後にTMC時代のプロデューサーの企画でアルバトロスから1作リリースされている。

## 概要
新任の女性教師の生態を綴るオリジナルビデオ映画。女優陣のヌードシーンや濡れ場をセールスポイントとしている。タイトルや基本的なストーリーは、清水一行原作、田中登監督、永島暎子主演の日活ロマンポルノ映画『女教師』（1977年）及びそのシリーズ作品のそれを継承している。また、同題名はアダルトビデオ諸作品にも使用されている。

## 作品リスト
- 新任女教師 美術室の情事（1996年4月22日）

監督 永岡久明
出演 秦由圭、吉岡ちひろ、葵有稀、竹内義人、小川美那子
- 新任女教師 淫らな噂（1996年11月22日）

監督 成瀬正行
出演 石川萌、葵ユミ、高橋亜依、翁和輝、細野直
- 新任女教師 誘惑のレオタード（1997年5月22日）

監督 成瀬正行
出演 水谷ケイ、吉岡まり子、水原美々、石川萌、福山麻美
- 新任女教師 禁断の教育実習（1997年11月22日）

監督 成瀬正行
出演 麻田かおり、石川萌、児島なお、大沼美希、桜木たま
- 新任女教師 魔性の肉体（1998年4月22日）

監督 成瀬正行
出演 史城未貴、椎名みお、平野朝子、平松良康、鈴木一馬
- 新任女教師 歪んだ倫理（1998年10月22日）

監督 勝山茂雄
出演 いくたさなえ、立花絵梨香、青山優花、佐藤幹雄、田中要次
- 新任女教師 狂った果実（1999年4月22日）

監督 城沢錠
出演 森野いずみ、本田祥子、荒井まどか、秋元志乃、渡辺妙子
- 新任女教師 背徳の旋律（1999年10月22日）

監督 権野元
出演 横浜ゆき、南あみ、藤崎涼、白井みさき、早倉葵
- 新任女教師 保健室のぬくもり（2000年3月22日）

監督 権野元
出演 相沢美加、高橋裕香、奥本東吾、乃木卓哉、奈良坂篤
- 新任女教師 放課後の求愛授業（2000年11月22日）

監督 権野元
出演 水谷さとみ、滝島あずさ、松本圭未、酒井健太郎、中村英児、諏訪太朗
- 新任女教師 暴かれる過去（2001年4月23日）

監督 サトウトシキ
出演 星河さとみ、河村栞、奈賀毬子、佐藤幹雄、鈴木一功
- 新任女教師 官能のデッサン（2001年11月22日）

監督 永岡久明
出演 松井早生、うさみ恭香、片岡命、岸三恵子、木村圭作
- 新任女教師 奪われた絆（2002年4月22日）

監督 北沢幸雄
出演 松本静香、石井香奈、瀬戸純、千葉誠樹、片岡命、いぬいりさこ
- 新任女教師 淫習の里（2003年4月22日）

監督 広田幹夫
出演 観月ゆう、愛原千咲、佐倉麻美、時任歩、森羅万象、中村研太郎
- 新任女教師 青き性の時限爆弾（2004年3月22日）

監督 大山銀
出演 阿当真子、涼樹れん、高橋剛、森羅万象、野上正義
- 新任女教師 蜜愛の食卓（2005年3月24日）

監督 杉浦昭嘉
出演 琴乃なな、松実桃香、村松一樹、なかみつせいじ、本多菊次郎
- 新任女教師 二人だけの教育実習（2006年5月24日）

監督 城定秀夫
出演 松浦咲希己、流海、大野充、岡崎瑞穂、あさくらはるか、吉岡睦雄
- 新任女教師 劇場版（2008年4月22日）　2008年2月21日公開 UPLINK FACTORY

監督 廣田幹夫
出演 希志あいの、持田茜、逢原はるな、佐藤貢三、網島渉
- 新任女教師 劇場版 愛してるとか 好きだとか（2009年1月23日）　2008年12月19日公開 UPLINK FACTORY

監督 堀内博志
出演 伊東遥、小宮ゆい、阿部のぼる、小沢とおる、なかみつせいじ
- 新任女教師 20th ひとりぼっちの献身（2010年6月4日）

監督 春日ヨシノリ
出演 佳山三花、夏川亜咲、久保田泰也、福山剛史、加藤勝雄
- 新任女教師 未熟な進路指導（2014年12月3日） ※発売 アルバトロス

監督 羽生研司
出演 古川いおり、中田暁良、大塚れん、橋本雄大、井之浦亮介

## 総集編DVD
- エクスタシー・スペシャル 新任女教師（1999年）

出演 水谷ケイ ほか
- エクスタシー・スペシャル 新任女教師2（2000年）

出演 史城未貴、いくたさなえ、森野いずみ、横浜ゆき
- エクスタシー・スペシャル 新任女教師3（2002年）

出演 相沢美加、水谷さとみ、星河さとみ、松井早生
- エクスタシー・スペシャル 新任女教師4（2007年）

出演 松本静香、観月ゆう、阿当真子、琴乃なな
- エクスタシー・スペシャル 新任女教師5（2012年） ※発売 アルバトロス

出演 松浦咲希己、希志あいの、伊東遥、佳山三花、流海